# Cantone di Arlanc
Il Cantone di Arlanc era una divisione amministrativa dell'arrondissement di Ambert.
Il riassemblamento degli arrondissement effettuato nel 1926 non ha interessato questo cantone. Il cantone è stato soppresso a seguito della riforma complessiva dei cantoni del 2014, che è entrata in vigore con le elezioni dipartimentali del 2015.
Comprendeva i comuni di
- Arlanc
- Beurières
- Chaumont-le-Bourg
- Doranges
- Dore-l'Église
- Mayres
- Novacelles
- Saint-Alyre-d'Arlanc
- Saint-Sauveur-la-Sagne